# Флаг на Третия райх
Държавният флаг на Германската империя (1933-1945) (на немски: die Reichsflagge) е официален символ на НСДАП. Държавен символ е на Третия Райх в периода от 12 март 1933 г. до безусловната капитулация на Германия в края на Втората световна война в Европа.
Представлява червено знаме с разположен в центъра бял кръг и обърната надясно свастика.
Официалното му наименование на немски е die Hakenkreuzflagge („флаг със свастика“ или буквално „флаг с пречупен кръст“).

## Бивши знамена
- Държавният флаг на Третия райх (1933 – 1935)